# سیارک ۲۵۳۶۴
سیارک ۲۵۳۶۴ (به انگلیسی: 25364 Allisonbaas، نامگذاری:1999TD26) بیست و پنج هزار و سیصد و شصت و چهارمین سیارک کشف شده‌است که در ۳ اکتبر ۱۹۹۹ کشف شد.
قدر مطلق سیارک برابر ۱۱.۷ است.